# Hassler Whitney
Hassler Whitney   (Nova York, 23 de març de 1907 - Princeton, 10 de maig de 1989) va ser un matemàtic i alpinista estatunidenc, creador de la teoria de la singularitat i estudiós de la pedagogia de la matemàtica.

## Vida i Obra
Whitney va néixer a la ciutat de Nova York en una família de llarga tradició intel·lectual: el seu pare era jutge del Primer Districte de la Cort Suprema de l'estat, la seva mare una coneguda artista i política, els seus avis havien sigut científics reconeguts i altres avantpassats més llunyans també. El seu pare va morir quan només tenia quatre anys i la seva mare, amb sis fills, va anar a viure amb les seves cunyades que no en tenien; la seva tia Emily va tenir un paper important en la seva vida. El 1921, amb catorze anys, va ser enviat a Suïssa amb la seva germana Lisa, on van estar dos anys i on va desenvolupar la seva passió per l'alpinisme, juntament amb el seu germà, Roger, i el seu cosí, Brad Gilman. Un any després del seu retorn als Estats Units, va ingressar a la universitat Yale en la qual es va graduar en física el 1928 i en música el 1929. En mig, l'estiu de 1928, va estar a Göttingen seguint uns cursos de física matemàtica, i va fer amistat amb el també alumne Paul Dirac. Aleshores va decidir que les matemàtiques, i no la física, serien el seu camp de treball. Va estudiar a la universitat Harvard per obtenir el seu doctorat el 1932 amb una tesi sobre el problema dels quatre colors dirigida per George Birkhoff.
A partir de 1934 va ser professor de la universitat Harvard on va romandre fins al 1952, col·laborant amb diferents organismes governamentals de defensa durant el temps de la Segona Guerra Mundial. El 1952 va acceptar una plaça a l'Institut d'Estudis Avançats de Princeton on va estar fins a la seva jubilació el 1977. Va morir a Princeton el 10 de maig de 1989 i el 20 d'agost de 1989, el matemàtic i alpinista suís Oscar Burlet es va encarregar de dipositar les seves cendres al cim de la Dent Blanche, a més de 4.000 metres d'alçada, al cantó del Valais (Suïssa), muntanya sobre la qual havia publicat un llibre el 1930: A Traverse of the Dent Blanche.
Entre 1930 i 1969 va publicar una vuitantena d'articles científics, molts de ells inclosos a les seves obres escollides publicades per un dels seus deixebles el 1992. A partir de 1969 va abandonar la recerca matemàtica per endinsar-se en l'estudi dels mètodes pedagògics de les matemàtiques en els infants. Molts dels seus col·legues i admiradors es preguntaven perquè havia abandonat la seva brillant carrera d'investigador per abonar-se a un tema ple de frustrants impediments burocràtics i administratius, netament connectat amb els canvis polítics. Els seus principals temes de recerca van ser, en primer lloc (1930-1937), la teoria de grafs i, després, la topologia, especialment en els camps de les singularitats i funcions diferenciables i de la teoria de la integració geomètrica.

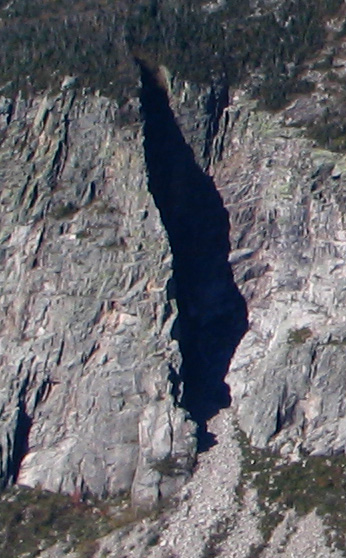
Aresta esquerra de Cannon Mountain: ruta Whitney-Gilman.

Com alpinista, entre altres ascensions, va ser el primer en escalar el 1930 l'aresta esquerra de Cannon Mountain a New Hampshire amb el seu cosí Brad Gilman, una ruta que avui porta el seu nom: la ruta Whitney-Gilman. El seu germà Roger, un metge prominent, va morir en el descens del Ranrapalca, al Perú el 1965.